# Jan Palach
Jan Palach (Prága, 1948. augusztus 11. – Prága, 1969. január 19.) cseh egyetemista, aki 1969. január 16-án – tiltakozásul a Varsói Szerződés megszálló csapatainak bevonulása, a prágai tavasz eltiprása ellen – felgyújtotta magát a prágai Vencel téren, az ország védőszentjének, Szent Vencelnek a szobránál.
A középiskola után Jan Palach a Károly Egyetemen szeretett volna történelmet tanulni, de csak a közgazdaságtudományi egyetemre iratkozhatott be, ahol agrárgazdaságot tanult. A prágai tavasz komoly fordulatot hozott életében, sok vitában, találkozón vett részt. Segített megalapítani az egyetem hallgatóinak tanácsát.
A rendelkezésre álló források szerint Palach már 1969 elején fontolgatta valamilyen radikális akció elkövetését, amely felrázná a közvéleményt. Ezek között szerepelt a csehszlovák rádió elfoglalása, és egy általános sztrájkfelhívás beolvasása. Végül az önégetés mellett döntött, amelyet számos hasonló tett követett Csehszlovákiában. Tette után még három napig küzdöttek életéért az orvosok. Temetésén több mint 750 ezer ember vett részt.

## Gyerekkora
Jan Palach egy Prágától ötven kilométerre fekvő településen, Všetatyban nőtt fel. Apja, Josef Palach az 1930-as évek közepe óta vezetett egy cukrászüzemet és egy ahhoz tartozó boltot. Apja és anyja aktív szerepet játszott a településen, mindketten tagjai voltak a Sokol mozgalomnak, valamint a helyi amatőr színháznak. Jan Palachnak egy bátyja (Jiří) volt.
Az 1950-es évek években be kellett zárniuk a boltjukat és az üzemet. Josef Palach ezután már csak fizikai munkát vállalhatott egy malomban és péküzemben Brandýs nad Labemben. Felesége, Libuše a helyi vasútállomás restijében helyezkedett el. Libuše Palachová 1957-ben belépett a kommunista pártba, hogy biztosítsa fiai jövőjét. 1962-ben Josef Palach szívinfarktusban meghalt.
A helyi általános iskola egykori történelemtanára, Miroslav Slach úgy emlékezett vissza, hogy Jan Palach megszállott sakkozó és olvasó volt. Szerette a kaland- és történelmi regényeket. Szeretett sportolni és a település környékén kocogott. 1963 szeptemberében megkezdte középiskolai tanulmányait. Tanárai átlagos diákként emlékeztek rá, aki elsősorban történelemből, földrajzból, társadalomtudományokból és biológiából teljesített jól. 1966 júniusában fejezte be a középiskolát.

## Egyetemi évei
„Palach csendes és racionális személy volt; akár egy filozófus. Később tudtuk meg, hogy éppenséggel filozófiát szeretett volna tanulni. Komoly gondolkodású volt. Azért tanult, hogy alaposan megértse a dolgokat, nem azért, hogy a vizsgákon kitűnjön. Mindig kész volt arra, hogy segítsen másoknak a tanulásban vagy iskolai gondjaikban. Előszeretettel vett részt a tantárgyakkal vagy a politikai problémákkal összefüggő vitákban.” Pavel Bursa, Palach egyetemi társa
A középiskola után Jan Palach a Károly Egyetemen szeretett volna történelmet tanulni, de jól sikerült felvételi vizsgája ellenére nem vették fel, mert nagy volt a túljelentkezés. Ezután a közgazdasági egyetemre iratkozott be, ahol agrárgazdaságot tanult. A következő két évben 16 vizsgát tett le, és aktív tagja volt a diákéletnek. 1967 nyarán Kazahsztánba utazhatott, a következő évben pedig ő lett a fő szervezője a Leningrádhoz közeli nyári diákmunkának.
A prágai tavasz komoly fordulatot hozott az életében. Korábban is érdekelte a politika, különböző szamizdatokat terjesztett, köztük Alekszandr Szolzsenyicin és Ludvík Vaculík írásait, de 1968 tavaszán még nagyobb kíváncsisággal fordult a közügyek iránt. Sok vitában, találkozón vett részt. Segített megalapítani az egyetem hallgatóinak tanácsát.
1968 nyarának nagy részét a Szovjetunióban töltötte, csak augusztus 17-én tért vissza. Otthon az a hír várta, hogy kérelmét elfogadták, és átiratkozhat a Károly Egyetemre. Všetatyban személyes tapasztalatokat szerzett a Varsói Szerződés csapatainak inváziójáról. Augusztus 21-én néhány napra visszatért Prágába, majd ismét Všetatyba utazott, ahol barátaival megszállásellenes feliratokat írtak a falakra. Október elején, jutalomként a Szovjetunióban végzett munkájáért, elutazhatott Franciaországba, ahol egy szőlőszüreten segédkezett. Október 19-én visszatért Csehszlovákiába.
Jan Palach 1968 októberében beiratkozott a Károly Egyetemre. Barátai elmondása szerint az ősz folyamán részt vett néhány utcai tüntetésen. A későbbi kihallgatások során barátai és iskolatársai arról beszéltek, hogy ez az időszak fordulópontot jelentett az életében. A rendelkezésre álló források szerint Palach már hosszabb ideje fontolgatta valamilyen radikális akció elkövetését, amely felrázná a közvéleményt. Ezek között szerepelt a csehszlovák rádió elfoglalása, és egy általános sztrájkfelhívás beolvasása. 1969 januárjában terveit átadta Lubomír Holeček diákvezetőnek egy hallgatói gyűlésen az egyetemen. Ezt a dokumentumot később az állambiztonsági levéltárban találták meg a kutatók.

## Az önégetés

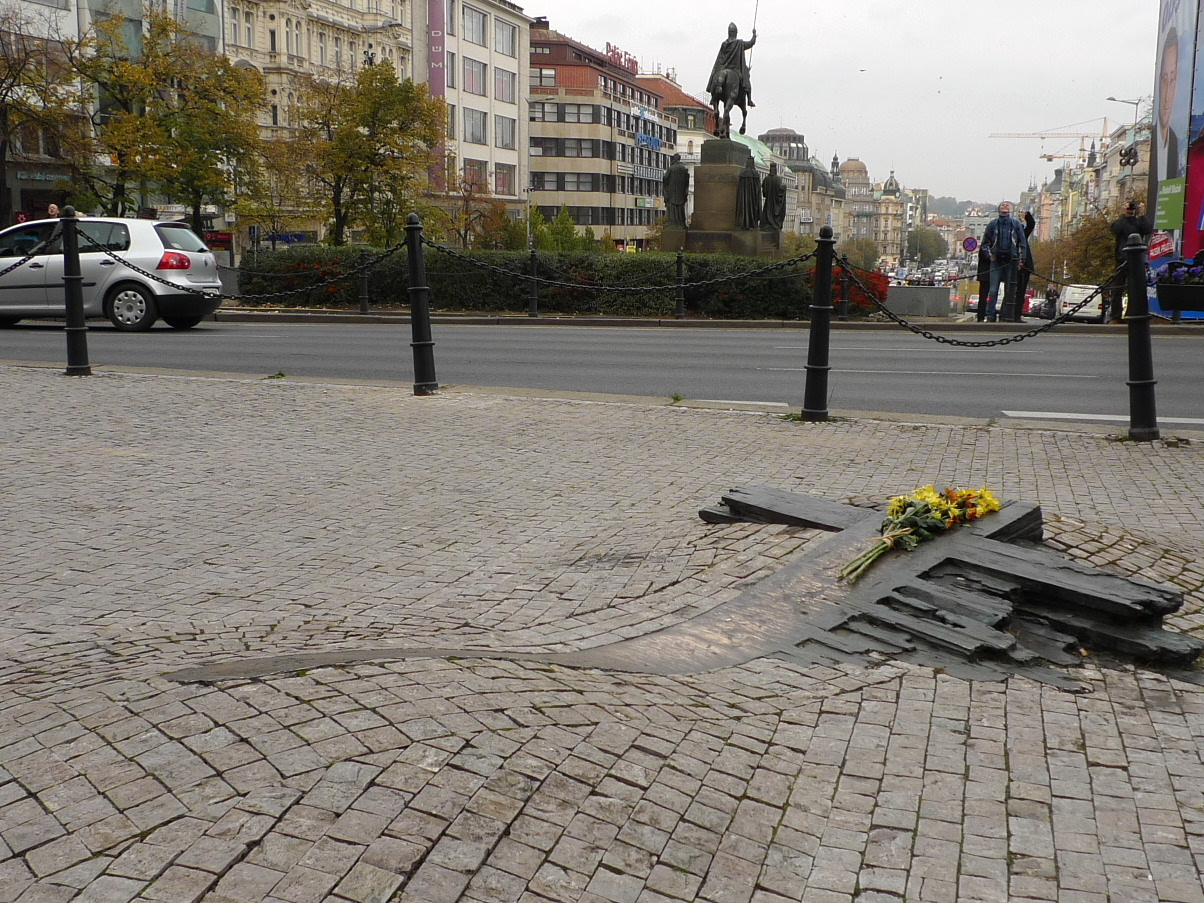
Emlékmű az önégetés helyszínén

Jan Palach önégetésének számos szemtanúja volt, akit a rendőrség később kihallgatott. Az ő vallomásaik alapján lehet rekonstruálni az 1969. január 16-án, a Vencel tér felső végén történteket. Abban az időben a nemzeti múzeum szerves része volt a Vencel térnek, nem haladt el előtte a mai főút. A téren számos villamosvonal ment át, egyikük megállója éppen a Vencel-szobornál volt.
A térre érkező Palach levette a kabátját a szökőkút közelében, majd elővett a táskájából egy éter feliratú üveget. Egy késsel kinyitotta, és megszagolta. Ezután a folyadékot magára öntötte, majd meggyújtotta. Átugrott a korláton, és a parkoló autók között a szobor felé futott. Eközben majdnem elütötte egy villamos. Egy élelmiszerbolt előtt összeesett, és néhány járókelő a kabátjával elkezdte oltani a lángokat. Palach kérésére kivették és elolvasták a táskájában hagyott levelét. Kevéssel ezután megállt a helyszínen a belügyminisztérium mentőautója.
Az összeégett fiatalember ekkor még eszméleténél volt. Először a Károly téren található kórházba vitték, onnan viszont a Legerova utcába irányították, ahol a Vinohrady-kórház plasztikai sebészete és égési osztálya működött. Délután 2 óra 45 perckor vették fel. Amikor a szobájába vitték, tudatta a nővérekkel, hogy nem öngyilkosságot követett el, hanem tiltakozásként meggyújtotta magát, akár a déliek ellen tiltakozó buddhista szerzetesek Vietnámban.
Palach tettének helyszínén nagy tömeg gyűlt össze. Tűzoltók, majd nyomozók érkeztek, akik kihallgatták a szemtanúkat és fényképeket készítettek. A szökőkút közelében két papírlapot találtak, amelyre egy szemtanú azt írta: Itt egy 20 éves diák feláldozta magát. A rendőrök elkobozták Palach személyes tárgyait, köztük a levelet, amelyben elmagyarázta tettét. A csehszlovák hírügynökség Palach halála után két órával számolt be egy rövid hírben a történtekről. Jan Palachot csak kezdőbetűkkel nevezték meg.

## Halála

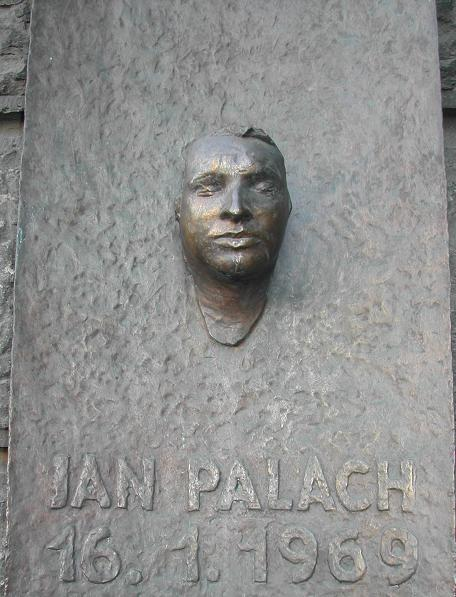
Emlékmű a Károly Egyetem falán

Az önégetés után néhány órával már riporterek gyülekeztek a kórház előtt, hogy megtudjanak valamit az egyetemista állapotáról. Dr. Jana Doležalová, az égési központot vezető orvos úgy döntött, hogy lezárja a klinikát, és csak Jan Palach anyját és bátyját engedi be. Még a rendőrnyomozókat sem engedte be Palach szobájába, akik azt akarták kideríteni, hogy vannak-e követői a fiatalembernek. Csak egy magnót vett át tőlük, hogy felvegye Jan Palach esetleges vallomását, de a szerkezetet egyszer sem kapcsolták be.
Az egészségügyi személyzet szerint Jan Palach azt bizonygatta, hogy van egy csapat, amely követni fogja. Mindazonáltal visszautasította, hogy megnevezze őket. 1969. január 17-én egy pszichiáter, Dr. Zdenka Kmuníčková rögzített egy rövid beszélgetést az egyetemistával. Palach megismételte a levelében foglaltakat, és azt mondta, hogy a társadalom felrázása volt a célja. Ugyanezen a napon Palachot meglátogatta az anyja és a bátyja; mindketten sokkos állapotban voltak.
Jan Palach végig kritikus állapotban volt. Amikor felvették a kórházba, Dr. Marta Zádorožná másod- és harmadfokú égési sérüléseket diagnosztizált nála. Testfelületének 85 százaléka megégett. Palach, aki fájdalomcsillapítókat kapott, tudni szerette volna, hogy milyen reakciót váltott ki önégetése.
Január 19-én Palach kezelőorvosa, Dr. Radko Vrabec telefonon felhívta a fiatalember barátnőjét, Eva Bednárikovát, hogy azonnal jöjjön a kórházba, mert a sérült beszélni szeretne vele. Palach azt kérte a lánytól, hogy hozza el a kórházba Lubomír Holeček diákvezetőt. Amikor visszatértek a kórházhoz, Palach állítólag arra kérte őket, hogy mondják meg a csoport többi tagjának, ne áldozzák fel magukat. Azt nem tudni, hogy valóban ez volt-e Palach kívánsága. Miután a lány és Holeček elment, a fiatalember állapota drámain romlott. Délután fél négykor meghalt. Holttestét még azon az estén átvitték a törvényszéki orvostani intézetbe, ahol Olbram Zoubek szobrász elkészítette halotti maszkját. A boncolást ugyanitt végezték el.

## Temetése
Január 24-én több tízezer ember kereste fel a Karolinumot, ahol Palach maradványait felravatalozták. Ugyanezen a napon Všetatyban emlékező menetet tartottak a helyiek.

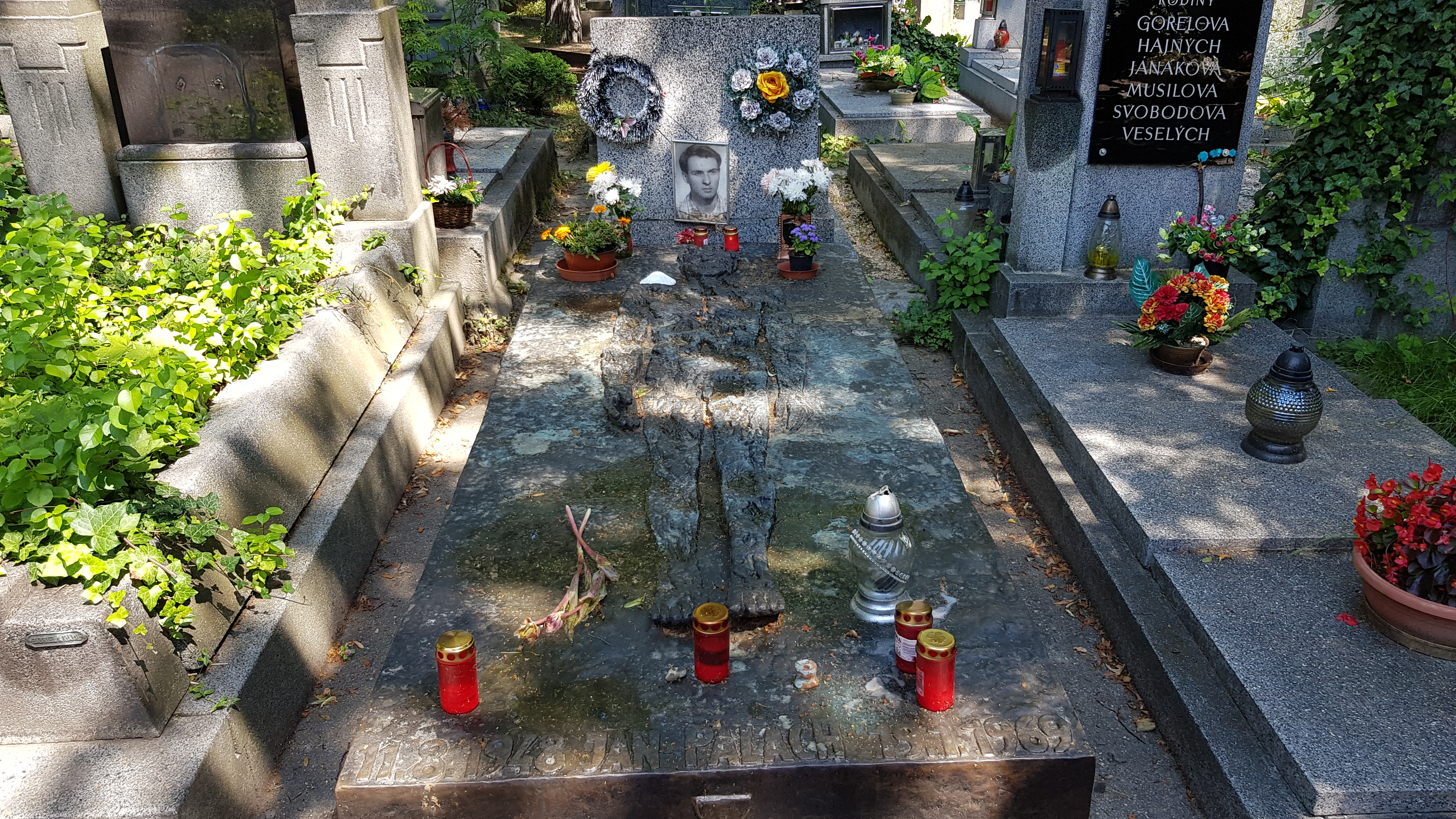
Jan Palach sírja a prágai Olsany temetőben.

Jan Palach temetése 1969. január 25-én volt. A szertartást a diákok érdekképviselete szervezte. Azt szerették volna, ha a Slavín-sírba temetik, ahol sok híres cseh nyugszik, de ezt a hatóságok nem engedélyezték, így végül az Olšany-temető lett az egyetemista végső nyughelye. A Karolinum udvarán beszédet mondott Oldřich Starý, az egyetem rektora, Jaroslav Kladiva, a művészeti kar dékánja, és két diák, Zdeněk Touš és Michael Dymáček. A beszédek Palach erkölcsi nagyságát és önfeláldozásának fontosságát dicsérték. A temetésen két kormánytag is részt vett: Vilibald Bezdíček oktatási és Emanuel Bosák sportminiszter. Mindketten elég ismeretlenek voltak a közvélemény számára, ugyanis alig két hete voltak hivatalban.

## Az önégetés fogadtatása

### Média
Az önégetés estéjén a rádió beszámolt az esetről, és a következő napokban rengeteg tudósítás, riport jelent meg a csehszlovák és a külföldi sajtóban Jan Palach tettéről. Az egyetemista halála számos költőt megihletett, verseiket napilapok és magazinok közölték.

### Az utca
A közvéleményt sokkolta és megrázta az önégetés. Január 17-én volt az első spontán tüntetés Prága belvárosában, a tömeg a cenzúra eltörlését és az oroszok kivonulását követelte. Másnap éhségsztrájkba kezdett egy csoport fiatal a nemzeti múzeum előtt. Négy napig fagyoskodtak sátrakban, majd az akció befejeződött. Számos városban megemlékező meneteket tartottak, gyakran több tízezer ember részvételével. A megmozdulások mögött gyakran egyetemisták szervezetei álltak. A biztonsági erők nem avatkoztak közbe.
A fő gyülekezőhely, csakúgy, mint 1968 augusztusában, a prágai Vencel tér lett. A Vencel szobor előtti területet röplapok, Palach portréi és gyertyák borították, és zászlós gyászőrség is állt ott. A nemzeti múzeum előtt álló szökőkútnál közszemlére tették Palach halotti maszkját. Január 20-án, Palach halálának másnapján több tízezer ember vett részt egy megemlékező meneten. A felvonulást az egyetemisták érdekképviselete szervezte, és a Vencel térről indult a Károly Egyetemig. Az épület balkonjáról beszédek hangzottak el. Hasonló megemlékezések voltak más csehszlovák városokban is.

### A hatalom

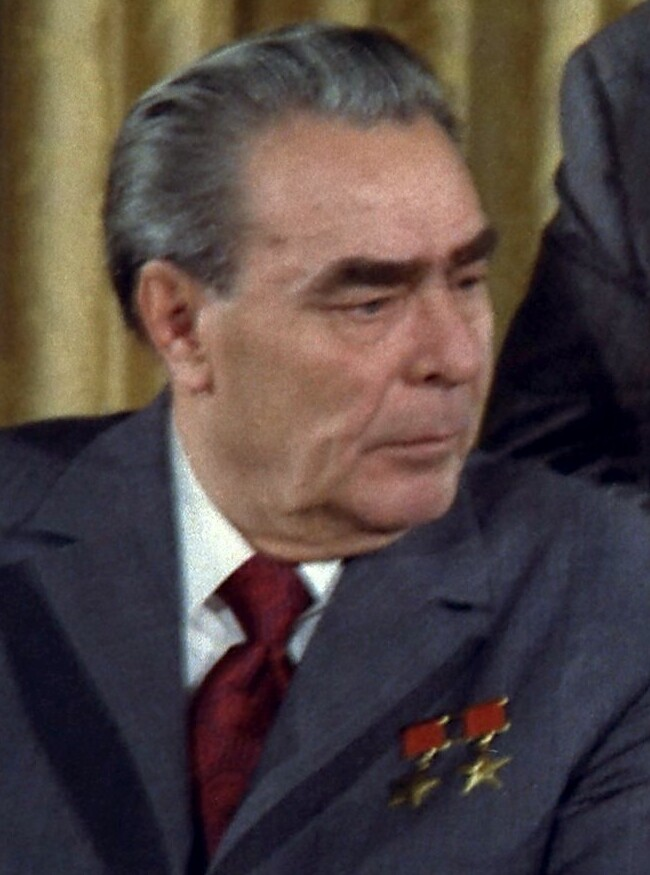
Leonyid Iljics Brezsnyev

„Remélni akarjuk, hogy Csehszlovákia Kommunista Pártjának Központi Bizottsága, a Csehszlovák Szocialista Köztársaság kormánya és más felelős szervek, levonnak minden politikai szempontból fontos következtetést, helyesen tájékoztatják a pártot, a dolgozókat, pártszerűen és elvhűen értékelik a Vencel téri esettel kapcsolatos, most kezdődő provokációs hadjáratban – a szocialista- és szovjetellenes erők tevékenységét.” Részlet Brezsnyev és Koszigin leveléből
1969 januárjának második felében a hatalom fő célja volt, hogy ellenőrzés alatt tartsa a Palach halála által sokkolt embereket. Számos politikus kifejezte sajnálatát Palach halála miatt, de elutasították tiltakozásának módját. A hatalom találkozókat szervezett a diákokkal, de tárgyalhatatlan igényeiket elutasította.
Január 19-én a biztonsági szerveket az augusztusi invázió idején elrendelt magas szintű készültségbe helyezték. Másnap a Szövetségi Sajtó- és Információs Iroda eligazítást tartott a lapszerkesztőknek, hogy a következő napokban kizárólag hivatalos állásfoglalásokat adjanak ki a Palach-ügyben. Ezen a napon a Szlovák Kommunista Párt Központi Bizottságának elnöksége is összeült Pozsonyban. Az ülést Gustáv Husák főtitkár vezette. A pártvezetés a megfélemlítés eszközét választotta, míg a kormány továbbra is együttműködött a diákszervezetekkel a temetés megszervezésében és lebonyolításában.
A kommunista párt keményvonalasai, különösen a Libeň munkáskerületből származó dogmatikus tagok nyilvánosan elítélték Jan Palach önfeláldozását, és megkérdőjelezték célja valódiságát. Vilém Nový parlamenti képviselő, a központi bizottság tagja az AFP-nek állt elő a hideg tűz teóriájával, miszerint Palach abban a hitben gyújtotta meg magát, hogy olyan folyadékot locsol magára, amelytől nem ég meg, de látszólagos öngyilkossági kísérlete rosszul sikerült. Ezt követően a jobboldali újságírók és írók kiforgatták a tényeket, mondta.
A teória eredete megtalálható abban a január 23-ai levélben, amelyet Leonyid Brezsnyev és Alekszej Koszigin írt Alexander Dubčeknek és Oldřich Černíknek. A szovjet első titkár és a minisztertanács elnöke mély aggodalmát fejezte ki a csehszlovák helyzet miatt, és Jan Palachot úgy jellemezte, mint felbujtók áldozatát.
1969. február 20-án Nový megismételte állításait a választóinak tartott gyűlésen, a Česká Lípa-i Merkur Hotelben. Ekkor megemlítette azok nevét, akik szerinte rábeszélték Jan Palachot az akcióra: Vladimír Škutina és Pavel Kohout írót, Lubomír Holeček diákvezért, Emil Zátopek futót és Luděk Pachman sakkozót. A megvádoltak jogi elégtételt kértek, de a bíróság Novýnak adott igazat.

### Külföld
Számos külföldi vezető – köztük U Thant ENSZ-főtitkár, Mariano Rumor olasz kormányfő, Indira Gandhi, India miniszterelnöke és VI. Pál pápa – fejezte ki részvétét Jan Palach halála miatt. Sok nyugat-európai város diáksága szervezett megemlékezéseket. A legnagyobbak Rómában, Milánóban, Firenzében, Bécsben és Amszterdamban voltak. 1970-ben Olaszországban szobrot állítottak Palachnak. Jan Kavan Londonban megalapította a Palach-sajtóügynökséget (Palach Press Agency), amely a csehszlovák ellenzékről közölt híreket és a száműzetésben élő cseh írók műveit terjesztette.

## Jan Palach előde és követői
1968. szeptember 8-án, négy hónappal Jan Palach tette előtt Ryszard Siwiec Varsóban halálra égette magát, de mivel a lengyel hatóságok eltitkolták tettét és elmebetegségnek tulajdonították az esetet, nem tudni, hogy a cseh egyetemista értesült-e az esetről.
Valószínűleg az a csoport, amelyet Palach levelében említett, egyáltalán nem létezett. Az egyetemista tettét azonban többen követték, olyanok, akik nem ismerték őt személyesen. 1969. január 16. és 31. között a cseh rendőrség tíz önégetést rögzített. Közülük ketten haltak meg. Január 20-án Plzeňben egy 25 éves munkás, Josef Hlavatý gyújtotta meg magát. Öt nappal később meghalt. Az orvosoknak azt mondta, hogy a szovjet megszállás ellen tiltakozott. Két másik önégető, a 22 éves munkás, Miroslav Malinka (Brno, január 22.) és a 16 éves tanonc, Jan Bereš (Cheb, január 26.) közvetlen hivatkozást tett Jan Palachra. Ők valamennyien hasonlítottak abban Palachra, hogy nem voltak olyan problémáik, amelyek miatt öngyilkosságot követtek volna el.
Január 21-én Jan Zajíc, egy 19 éves szakmunkástanuló csatlakozott a Jan Palach követeléseit támogató éhségsztrájkhoz a múzeum épülete előtt. Palach temetése után visszatért otthonába, Vítkovba, de a Prágában tapasztaltak mély benyomást tettek rá. Február 25-én visszament a városba, ahol a Vencel tér 39-es házának előterében meggyújtotta magát. Zajíc azonnal meghalt, anélkül, hogy a közfigyelmet ráirányíthatta volna tettére. Öngyilkosságáról és annak okáról csak az újságokból és röplapokból értesültek az emberek.
Milan Černý kutatása szerint január és április között 29 önégetés volt, de csak három eset – Jan Palach, Jan Zajíc és Evžen Plocek – volt „természetében kétségtelenül önzetlen és politikailag motivált”.

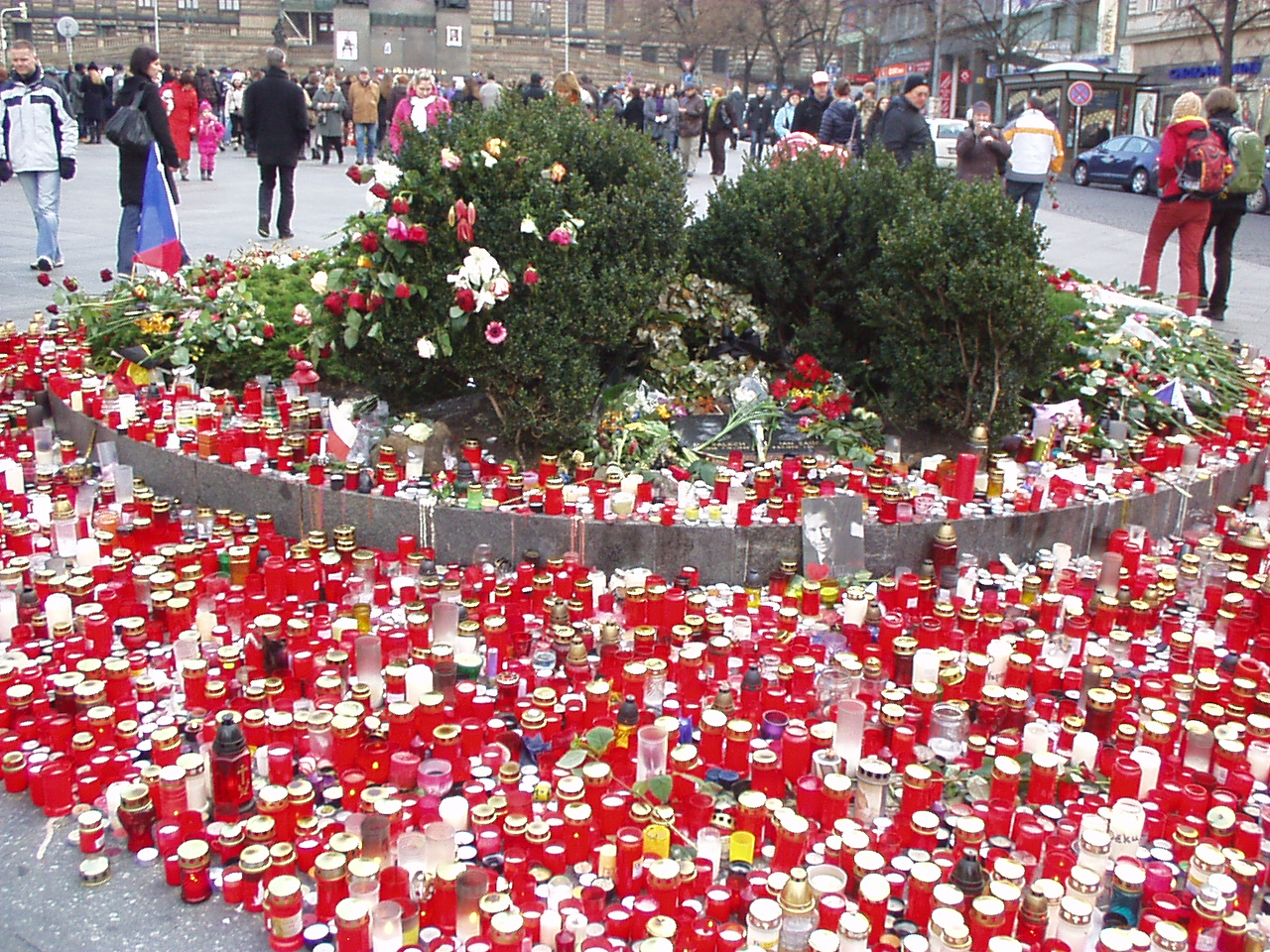
Emlékhely a Vencel téren

| Helyszín | Időpont           | Elkövető                | Foglalkozás  |
| -------- | ----------------- | ----------------------- | ------------ |
| Plzeň    | 1969. január 20.  | Josef Hlavatý (25)      | üzemi munkás |
| Budapest | 1969. január 20.  | Bauer Sándor (17)       | ipari tanuló |
| Znojmo   | 1969. január 21.  | Josef Jaroš (19)        | traktoros    |
| Brno     | 1969. január 22.  | Miroslav Malinka (22)   | munkás       |
| Léva     | 1969. január 23.  | Jan Gabor (22)          | munkanélküli |
| Pozsony  | 1969. január 24.  | Emanuel Sopko (23)      | szerelő      |
| Prága    | 1969. január 24.  | Blanka Nacházelová (18) | tanuló       |
| Cheb     | 1969. január 26.  | Jan Bereš (16)          | tanonc       |
| Prága    | 1969. február 25. | Jan Zajíc (19)          | tanuló       |
| Jihlava  | 1969. április 9.  | Evžen Plocek (40)       | technikus    |
| Riga     | 1969. április 13. | Iļja Ripss (20)         | tanuló       |
| Brassó   | 1970. február 13. | Moyses Márton (29)      | költő        |
| Kaunas   | 1972. május 14.   | Romas Kalanta (19)      | diák         |
| Krakkó   | 1980. március 21. | Walenty Badylak (76)    | nyugdíjas    |

## Emlékezete
Libuše Palachová január 19-én még részvétlevelet kapott az állami vezetőktől, de később a hatalom mindent megtett, hogy kitörölje Jan Palach nevét a nemzet emlékezetéből. Nem járt sikerrel egyetlen emlékmű-állítási kezdeményezés sem. Az egyetemista sírkövét is eltávolították az Olšany temetőből, mert túl sokan keresték fel, vittek virágot, gyújtottak mécsest és hagytak üzenetet. Mindazonáltal az emberek akkor is özönlöttek Palach nyughelyéhez, miután elvitték onnan az Olbram Zoubek készítette bronz síremléket 1970 júliusában. Később a mementót beolvasztották. Szintén népszerű volt a sír a külföldi turisták és diplomaták körében is.
1973 októberében az állambiztonsági szervek nyomására Palach anyja és bátyja beleegyezett az egyetemista maradványainak exhumálásába és elhamvasztásába. Október 22-én nyitották fel a sírt, és a holttestet a Strašnice krematóriumba vitték. Palach egykori sírhelyére egy új sírkő került Marie Jedličková felirattal. Jan Palach hamvait 1974 márciusában temették el Všetaty temetőjében. A kommunista rendszer bukása után, 1990. október 25-én a hamvakat visszavitték az Olšany temetőbe. Ma több emlékmű és utcanév emlékeztet az önégető diákra Csehországban.
2016. január 16-án Prágában, a Rudolfinum előtti Jan Palach téren felállították John Hejduk két darabból álló emlékművét. Az ünnepségen részt vett Adriana Krnáčová, Prága főpolgármestere és Andrew Schapiro, az Egyesült Államok prágai nagykövete.